# Uredo ramonensis
Uredo ramonensis är en svampart som beskrevs av Syd. & P. Syd. 1925. Uredo ramonensis ingår i släktet Uredo, ordningen Pucciniales, klassen Pucciniomycetes, divisionen basidiesvampar och riket svampar. Inga underarter finns listade i Catalogue of Life.